# 엉터리 영어
엉터리 영어란 영어의 규범과 다른 영어표현 혹은 외래어 등을 뜻한다. 

## 차용어
영어 단어가 타 언어로 차용되어 전혀 다른 용법으로 쓰이는 경우가 있다. 컨닝(cunning)이 그 예로, cunning은 원래 영어에서 교활하다는 뜻이지만 한국에서는 부정행위라는 뜻으로 의미변화가 이루어졌다. 비영어권 화자는 종종 자국어에서 사용되는 영어 차용어가 원래 영어에서도 그대로 사용되는 것으로 잘못 아는 경우도 많다.

## 신조어
영어를 모어로 하지 않는 언어의 화자가 개별 영어 단어를 합성하여 자언어 감각에 맞게 자의적으로 사용하는 경우도 많다. 핸드폰(hand+phone)이 그 대표적인 예로, 영어 모어 화자의 감각으로는 이해되지 않는다.

## 동화
자국어에 충분한 동화가 이루어지면 외래어가 되지만 외래어 인식이 없는 영어 학습자는 원래 영어에 비추어 '잘못된 영어'라고 생각하는 경우가 있다. 외국어에서 영어가 외래어로 쓰인다는 것을 제대로 인식하지 못하는 영어 모어 화자에게 오해받는 경우도 많다. 언어 순화주의자들에게는 다른 외래어와 마찬가지로 순화대상으로 여겨지기도 한다 

## 각국어의 엉터리 영어의 예시
- 콩글리시
- 재플리시
- 싱글리시

## 엉터리 영어의 예

### 한국어
- 핸드폰(Hand+phone) — cellular phone

### 중국어
- BB call — pager (삐삐)
- DM — flyer, brochure, junk mail (대량발송메일, 스팸)
- kǎo — to photocopy (사진을 복사하다)

### 일본어
- ビル ― building (건물)
- マンション — condominium apartment (맨션)
- ボールペン — ball point pen (볼펜)

## 같이 보기
- 앵글리시즘
- 번역차용
- 뎅글리슈
- 거짓짝
- 외래어
- 일본어식 영어